# 기아 엘란

## 1세대(M100)

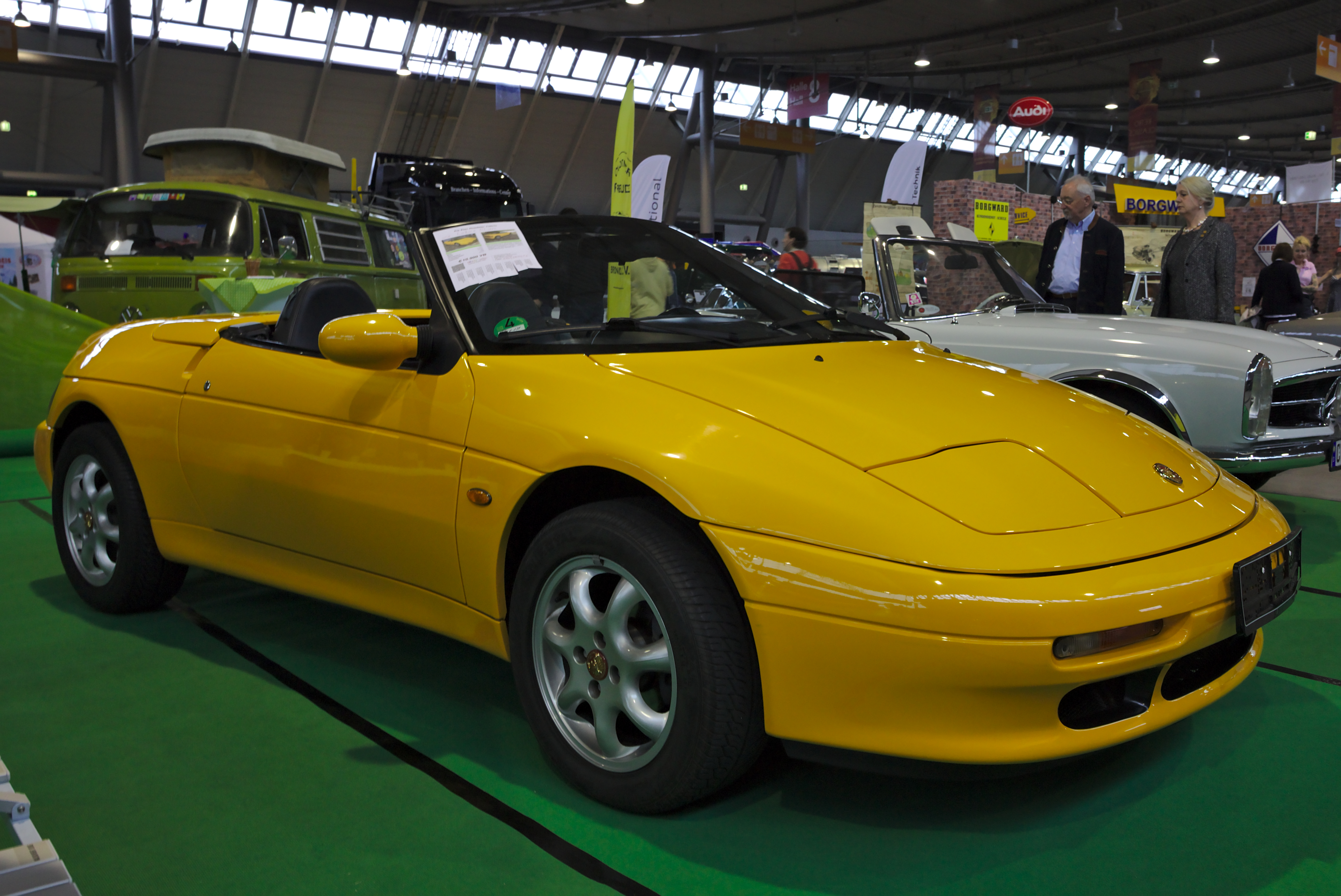
기아 엘란 정측면

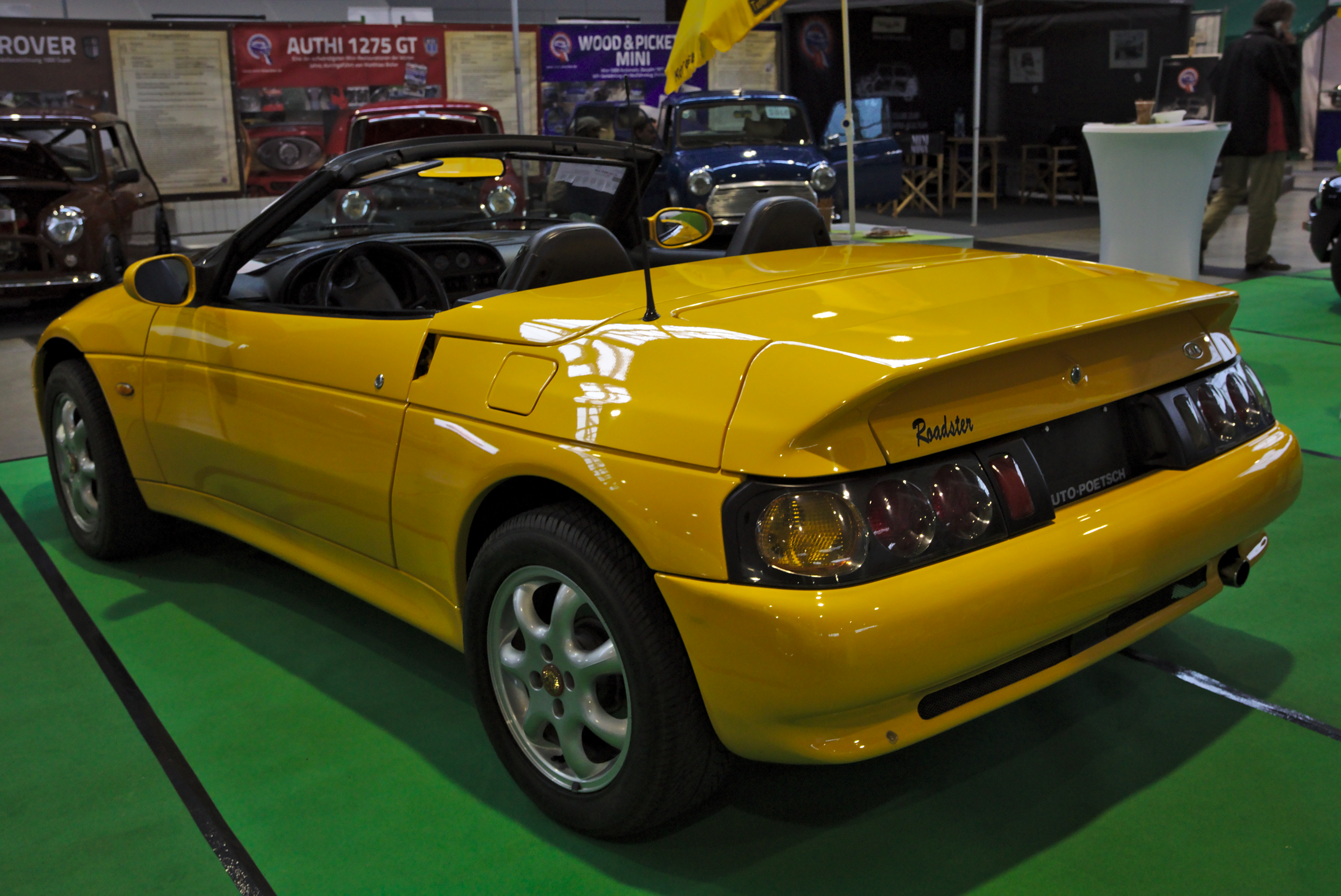
기아 엘란 후측면

기아 엘란(Kia Elan)은 한국의 기아가 1996년 7월에 출시한 로드스터 형태의 승용차로, 지붕 개폐는 수동식이다. 기본 설계는 영국의 자동차 회사인 로터스 사(社)의 것이며, 기아가 엘란의 판권을 로터스로부터 인수한 후 엔진, 지상고 등 일부를 변경해 부품의 85%까지 국산화해서 생산하였다. 실제 생산은 기아가 직접 하지 않고 자회사인 기아모텍(구 서해공업)이 경기도 안산시 소재 공장에서 하였다. 기아가 독자 개발한 배기량 1,793cc의 TS-DOHC 엔진을 적용하였다. 엔진의 최고 출력은 151마력, 최대 토크는 19.0kg·m이다. 최고 속도는 시속 220km이며, 정지 상태에서 시속 100km 가속까지의 소요 시간은 약 7.4초이다. 전륜구동 방식에 5단 수동변속기가 적용되었으며, 자동변속기는 장착되지 않았다. 출고 당시의 차량 가격은 2,750만원이었다. 1997년의 대한민국의 IMF 구제 금융 요청 사태에 따른 기아차의 경영 악화와 엘란 자체의 수익성 부족 문제 때문에 많은 인기를 얻지 못했고, 결국 3년만인 1999년에 후속 차종 없이 단종되었다.
이후 2009년 6월 11일에 포르테 쿱이 출시되면서 엘란의 빈 자리를 채우지만, 컨버터블인 엘란과는 외형이 다르므로 실질적인 후속차종은 아니다.
| 구분                 | 1.8L 가솔린             |
| -------------------- | ----------------------- |
| 전장 (mm)            | 3,880                   |
| 전폭 (mm)            | 1,730                   |
| 전고 (mm)            | 1,270                   |
| 축거 (mm)            | 2,250                   |
| 윤거 (전, mm)        | 1,485                   |
| 윤거 (후, mm)        | 1,485                   |
| 승차 정원            | 2명                     |
| 변속기               | 수동 5단                |
| 서스펜션 (전/후)     | 더블 위시본/더블 위시본 |
| 구동 형식            | 전륜 구동               |
| 엔진 형식            | TS                      |
| 연료                 | 가솔린                  |
| 배기량 (cc)          | 1,793                   |
| 최고 출력 (ps/rpm)   | 151/6,250               |
| 최대 토크 (kg*m/rpm) | 19.0/4,500              |
| 연비 (km/L)          | 11.8                    |

## 특징
엘란은 백본 프레임(Backbone Frame)과 VMRP(VARI Mould Reinforced Plastic) 바디를 적용하여 경량화를 실현했다. 백본 프레임은 물고기 등뼈 형상에서 아이디어를 얻은 것으로, 양쪽 중량 분배에 정확성을 기하여 고속 주행시의 안정성, 급격한 방향 전환시에도 비틀리지 않는 횡강성을 갖추게 한다. VMRP 바디는 일반 금속제 바디보다 경량임에도 단위 무게당 에너지 흡수율이 약 3배이다. 충격 및 접촉시 차량의 손상을 줄이고, 부분 수리가 가능하며, 일반 금속제 바디에서 표현하지 못하는 다양한 색상을 적용할 수 있다. 이러한 설계상의 특징으로 인해 엘란은 배기량이 높지 않음에도 가속이 탁월하며, 특히 코너링 성능이 매우 우수해 사방향 전환시 부드럽고, 안정적이다. 기아자동차는 자사의 R&D 역사관에 엘란을 보존 중이다.

## 역사
엘란은 본래 영국의 자동차 회사 로터스 자동차에서 개발한 차종으로, 1960년대에 1세대가 생산되었고, 1989년에 2세대가 생산되었다. 1990년대 이후 로터스의 경영이 악화되었고, 당시 자사의 브랜드 가치를 높일 스포츠카 생산을 모색하고 있던 기아자동차는 1993년에 엘란의 판권을 로터스로부터 넘겨받았다. 엘란은 본래 백야드 빌더(Backyard Builder) 방식의 소품종 소량 생산으로 제작되었으나, 기아자동차는 약 3년 동안 설계 수정을 가하여 기존의 컨베이어 벨트(Conveyer Belt) 생산 라인에서 조립이 가능하도록 하였다. 그러나 차량 생산가가 약 3,000만 원에서 4,000만 원이 소요되는데 비해, 판매 가격은 2,750만 원에 불과해서 생산할 때마다 기아자동차에 손실을 주었다. 1999년에 로터스에 대한 인식 부족으로 인해 후속 차종 없이 단종되었으나, 2000년대 중반 이후에도 동호회와 일부 자동차 애호가들을 중심으로 많은 인기를 누리고 있으며, 정통 스포츠카로서는 대한민국 최초로 볼 수 있다는 점에서 의의가 크다고 할 수 있다. 단종될 때까지 1,055대가 생산되어 이 중 235대가 수출되었다. 2015년 기준으로 약 553대 정도가 잔존중이다.

## 역대 슬로건

### 1세대(M100)
• 스포츠카의 정통 (엘란)